# Los Angeles Cobras
Die Los Angeles Cobras waren ein Arena-Football-Team aus Los Angeles, Kalifornien, das in der Arena Football League (AFL) spielte. Ihre Heimspiele trugen die Cobras in der Los Angeles Memorial Sports Arena aus.

## Geschichte
Die Cobras wurden 1988 gegründet und nahmen im gleichen Jahr den Spielbetrieb in der AFL auf.
Obwohl man die ersten drei Spiele der Saison 1988 verloren hatte, beendeten die Cobras die Saison mit fünf Siegen, sechs Niederlagen und einem Unentschieden und erreichte die Playoffs. Trotzdem wurde das Franchise nach nur einer Saison, aufgrund fehlender Zuschauer, aufgelöst.
Star der Mannschaft war der ehemalige Wide Receiver der Oakland Raiders und Pro Bowler der NFL, Cliff Branch. Dieser erhielt für eine Saison 1000 US-Dollar pro Spiel plus Boni.
Später sollte Los Angeles mit den Los Angeles Avengers (2000–2008) und den Los Angeles Kiss (2014–2016) zwei weitere AFL-Franchises beheimaten.

## Saisonstatistiken
| Jahr | Team               | Liga | S | N | u | Playoffs erreicht | Playoffrunde                            |
| ---- | ------------------ | ---- | - | - | - | ----------------- | --------------------------------------- |
| 1988 | Los Angeles Cobras | AFL  | 5 | 6 | 1 | ja                | N Halbfinale gg. Chicago Bruisers 16.29 |

## Zuschauerentwicklung
| Jahr | Team               | Zuschauerdurchschnitt |
| ---- | ------------------ | --------------------- |
| 1988 | Los Angeles Cobras | 7.507                 |